# 조선인민군 고중량탄두형 전술유도탄
조선인민군 고중량탄두형 전술유도탄은 북한의 단거리 지대지 탄도 미사일이다. 북한은 '신형전술유도탄'이라고 호칭한 바 있으나, 이 명칭은 제식명칭도 아니고 다른 무기에도 이런 표현을 사용한 바 있는 보통명사이다.

## 역사
2021년 1월 14일, 저녁 평양 김일성 광장에서 열린 노동당 8차대회 기념 열병식에서 기존의 KN-23 트럭 보다 바퀴 하나가 늘어난 트럭에 2발이 실린 미사일이 등장했다. 한국군은 북한판 이스칸데르 미사일이라는 KN-23의 개량형으로 평가했다. KN-23 보다 훨씬 뚱뚱하고 길어졌다.
2021년 3월 25일, 북한이 오전 7시 6분과 7시 25분에 함경남도 함주 일대에서 동해상으로 탄도 미사일 2발을 발사했다. 한국군은 사거리 450 km, 최고고도 60 km라고 발표했다.
26일, 조선중앙통신은 이 미사일의 이름이 신형전술유도탄이며, 사거리 600 km의 동해상 목표물에 명중했다면서, 탄두중량이 2.5톤이라고 보도했다. 김정은 위원장은 참관하지 않았다고 한다. "저고도 활공 도약형 비행방식의 변칙적 궤도 특성을 재확증했다"고 밝혀서, 미사일 방어망 회피 능력을 갖추었다고 보도했다. 미사일이 차량에서 수직으로 세워진 채로 발사되는 장면의 사진도 발표하였다. 대한민국 합동참모본부가 발표한 약 450 km, 일본 방위성이 발표한 420 km 및 430 km 보다 더 먼 거리를 날았다는 주장이다.
북한판 이스칸데르 미사일이라는 KN-23의 탄두중량은 500 kg이었는데, 5배 무거워진 것이다. 이번 신형전술유도탄도 KN-23과 같이 고체연료를 사용하며, 1단 로켓인지 2단 로켓인지는 불분명하다.
2023년 발표된 2022년 국방백서에서 '고중량탄두형 전술유도탄'이라고 표기되었다.

## 분석

### 핵탄두 탑재 여부
북한은 핵탄두를 장착한다고 명확하게 말하지는 않았지만, 충분히 장착할 가능성이 있다. 현재 미국의 W88 핵탄두는 800 파운드 (360 kg) 무게, 475 킬로톤 폭발력의 수소폭탄인데, 탄두중량 2.5톤이면 단순한 산술계산만으로 3.3메가톤이 나온다. 따라서 북한이 1메가톤 수소폭탄은 충분히 탑재가능함을 알 수 있다. 1메가톤 수소폭탄 한 발이 서울시청 상공에 떨어지면 서울시 1천만명을 전멸시킨다고 알려져 있는데, 이번 미사일의 위력을 추측해 볼 수 있다.

### 미사일 방어
고중량탄두형 전술유도탄은 KN-23의 개량형이라고 보도되고 있다. 이 미사일과 러시아의 이스칸데르 미사일과의 관계는 불명확하다. 북한의 이번 신형전술유도탄도 사드, 패트리어트 PAC-3, 천궁 미사일로 충분히 미사일 방어가 가능할 것으로 보인다.
한국이 개발중인 L-SAM은 고도 60 km까지 요격이 가능하다고 알려져 있다. 본 미사일의 최고 고도가 60 km라고 하기에, L-SAM의 개발 가속 여론이 생길 수 있다.

### 현무-IV와의 비교
제임스 마틴 동아시아 비확산센터의 샘 마이어 연구원은 한국군이 2020년 5월 시험발사에 성공한 탄도미사일 현무-4의 탄두중량이 2톤이었던 점을 들어 북한이 이를 따라잡기 위해 KN-23 개량형을 만든 것일 수 있다는 견해를 제시하기도 했다.

## 자위권
북한은 김정은 여동생 김여정이 전면에 나서서 신형전술유도탄과 관련해 문재인 대통령을 비난하고 있다. 그리고 자신들의 행위는 국제법상 자위권으로 합법이라고 주장하고 있다.
조 바이든 미국 대통령이 북한의 3월 25일 단거리미사일 발사를 두고 "유엔 안보리 결의 위반"이라고 한 데 대해 북한이 "(미사일 발사는) 주권국가의 당당한 자위권에 속하는 행동"이라고 27일 반발했다.
모든 국가에는 국제법상 자위권이 인정된다. 그러나, 유엔 안보리 결의도 국제법이다. 미국과 북한이 둘 다 국제법을 주장하고 있는 것인데, 북한의 자위권 주장은 설득력이 없다. 왜 그런가 하면, 유엔 안보리 결의는 거부권을 가진 중국, 러시아도 동의해야만 채택되는 국제법으로, 북한의 모든 탄도 미사일 시험발사는 국제법상 불법이라고 명확하게 규정하고 있다. 중국, 러시아가 자위권을 모르는 나라가 아니다.
미국이 주장하는 유엔 안보리 결의 위반이나 북한이 주장하는 자위권이나 모두 유엔 헌장 제7장에 규정되어 있다.
북한의 탄도미사일 발사 및 탄도미사일 기술을 사용한 모든 비행체 발사는 유엔 안전 보장 이사회 결의 제1718호와 유엔 안전 보장 이사회 결의 제1874호를 위반한 것이다.
김여정 북한 노동당 부부장이 3월 30일 한국 정부의 탄도미사일 개발을 문제 삼으며 북한의 신형 단거리 탄도미사일 시험 발사를 정당화했다. 김 부부장이 언급한 한국의 미사일은 현무-4 탄도미사일이다. 김 부부장은 이날 담화에서 "북과 남의 같은 국방과학연구소에서 진행한 탄도미싸일발사시험을 놓고 저들이 한것은 조선반도평화와 대화를 위한 것이고 우리가 한것은 남녘동포들의 우려를 자아내고 대화분위기에 어려움을 주는 결코 바람직하지 않은 일이라니 그 철면피함에 경악을 금할 수 없다"고 밝혔다.

## 딜레마
김정섭 세종연구소 수석연구위원은 3월 31일 '하노이 회담 이후 북한 전술·전략 무기: 개발 동향과 핵 억제 교리 진화의 함의' 보고서에서 이번 미사일의 딜레마에 대해 언급했다.
북한이 개량형 이스칸데르 미사일에 핵탄두를 장착한다면 이는 북한 스스로 운신의 폭을 좁히는 것이라고 김 위원은 지적했다.
김 위원은 "KN-23과 같은 단거리 미사일에 재래식 탄두와 핵탄두 탑재가 모두 가능해진다는 것은 한미는 물론 북한도 어려운 선택과 딜레마에 봉착한다는 의미"라고 말했다.
이어 "핵탄두가 충분히 소형화·경량화돼 전술 무기들에 핵탄두 탑재가 가능해지면 한미 양국은 어떤 것이 재래식 무기인지 어느 것이 핵무기인지 구별하기 곤란해진다"며 "북한이 KN-23과 같은 이중용도 전력을 사용할 경우 한미가 핵무기 공격으로 해석할 가능성이 있기 때문에 이를 재래식 타격 용도로 사용하기 어려워지는 융통성의 제약 현상이 발생할 수 있다"고 분석했다.
냉전시절, 이중용도 미사일이 핵전쟁을 촉진한다는 우려에 따라, 미국과 소련은 핵미사일에 정찰위성이 인식할 수 있는 표기를 하거나 모델을 제한하는 등의 조약을 맺기도 했다. 만약, 이러한 "우발적 핵전쟁 방지조치 조약"이 체결되지 않는다면, 북한이 재래식 단거리 탄도 미사일을 발사했는데, 한미연합군은 핵 단거리 탄도 미사일로 오인해서, 대규모의 핵미사일을 북한에 발사할 가능성이 있다. 단거리 탄도 미사일은 목표물 도달시간이 몇분밖에 되지 않아서, 일단 대규모로 한미연합군이 핵미사일을 발사하면, 발사 후 취소와 자폭명령을 내리기도 곤란하다.
아직 한미연합군은 핵미사일이 없고, 일본에 주둔한 미 7함대의 구축함, 잠수함, 항공모함 등에 핵미사일이 있을 수 있으며, SLBM을 제외하면, 보통 탄도 미사일은 아니어서 속도가 느리지만, 속도가 느리다고 해도, 평양까지는 너무 거리가 짧아서, 북한에 발사된 단거리 탄도 미사일이 핵미사일인지를 물어볼 시간도 안된다. 물어봐도 대답을 정확하게 해준다는 조약도 없다.
우발적 핵전쟁 위험을 줄이려면, 남북한간에 단거리 핵 탄도 미사일에 대한 식별과 관련한 조약이 필요하다.